# ЧС1
Електровоз ЧС1 (чехословацького виробництва, тип 1. Заводські позначення — 24Ео, 41E) — пасажирський електровоз постійного струму.

## Історія створення
До середини 1950-х років ХХ ст. пасажирські електрифіковані ділянки в СРСР обслуговували електровози ВЛ19 і ВЛ22, які за своїми тяговими характеристиками і динамічними якостями не задовольняли вимог щодо обслуговування пасажирських поїздів. У зв'язку з цим було прийнято рішення про побудову пасажирського електровоза нового типу. Новочеркаський електровозобудівний завод до кінця 1955 року розробив ескізний проект пасажирського електровоза, однак завантаження заводу виробництвом вантажних електровозів не дозволило приступити до виробництва нової, пасажирської серії.
У листопаді 1956 року СРСР уклав контракт з «Пльзеньським заводом ім. Леніна» в Чехословаччині. В післявоєнні роки Чехословацький уряд закупив для «Шкоди» ліцензію на виробництво чотиривісних універсальних електровозів у швейцарської фірми «Винтертур» з конструкцією опорно-рамного приводу фірми «Сешерон». Маючи позначення Е 499.0, електровоз почав надходити на чехословацькі залізниці (заводський тип 12Е). Саме цей електровоз закупили для залізниць СРСР як пасажирський локомотив, попередньо внісши деякі зміни в конструкцію. 

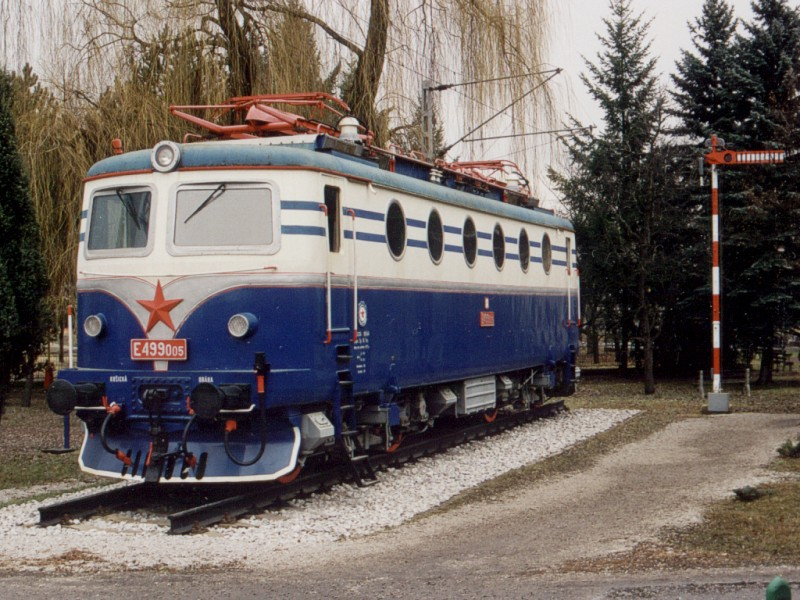
Пам'ятник електровозу Е 499.005 в Нова Вес

На початку 1957 року перші два локомотиви ЧС1 (заводський тип 24Е0) надійшли до Радянського Союзу. В порівнянні з серією 12Е у електровозів ЧС1-001 і 002 через встановлення автозчеплень була подовжена рама кузова. Електровози були обладнанні автозчепленням СА-3, кранами машиніста Шкода 0, утепленими кабінами машиніста, струмоприймачами, встановленими на кронштейнах для забезпечення контакту з дротом, підвішеним від головки рейки на висоті до 6900 мм.
Електровоз ЧС1-002 в травні-червні 1957 р. випробовувався на ділянці Москва — Серпухов з пасажирськими поїздами вагою 1000—1100 т. На підйомі 8 ‰ він розвивав швидкість близько 85 км/год, на рівній поверхні електровоз досягав швидкості 108 км/год. Динамічні й колійні випробування задовольнили залізничників. Електровози ЧС1-001 і 002 спочатку працювали на Курському напрямку Московської залізниці, а потім, з 1958 року, на ділянці Москва — Калінін Жовтневої залізниці.

## Експлуатація і списання електровозів
Електровози серії ЧС1 спочатку працювали на лініях Москва — Курськ — Харків, Москва — Владимир, Москва — Ленінград, а з 1961 року і на ділянці Москва — Рязань. У 1963 році локомотиви ЧС1 почали експлуатувати на Придніпровській, а в 1968 році — на Західно-Сибірській залізницях. Першими були передані до експлуатації електровози з Октябрскої залізниці, а згодом — з Московської. Наприкінці 1960-х років тягові характеристики ЧС1 перестали задовольняти потреби МПС, тому були переобладнані та переведені на эксплуатацию за системою багатьох одиниць.
На початок 1976 року інвентарний парк МШС налічував 76 електровозів серії ЧС1, 20 — на Придніпровській і 56 на Західно-Сибірській залізниці. Наприкінці 1970-х, на початку 1980-х років майже всі електровози ЧС1 були виключені з інвентарного парку. Єдиний електровоз, який залишився в експлуатації — ЧС1-073: на Західно-Сибірській залізниці його переобладнали в автомотрису. В первинному вигляді залишився тільки ЧС1-041, він перебуває на території музею залізничної техніки в Санкт-Петербурзі.